# Centrul de Control al Misiunii Christopher C. Kraft Jr.

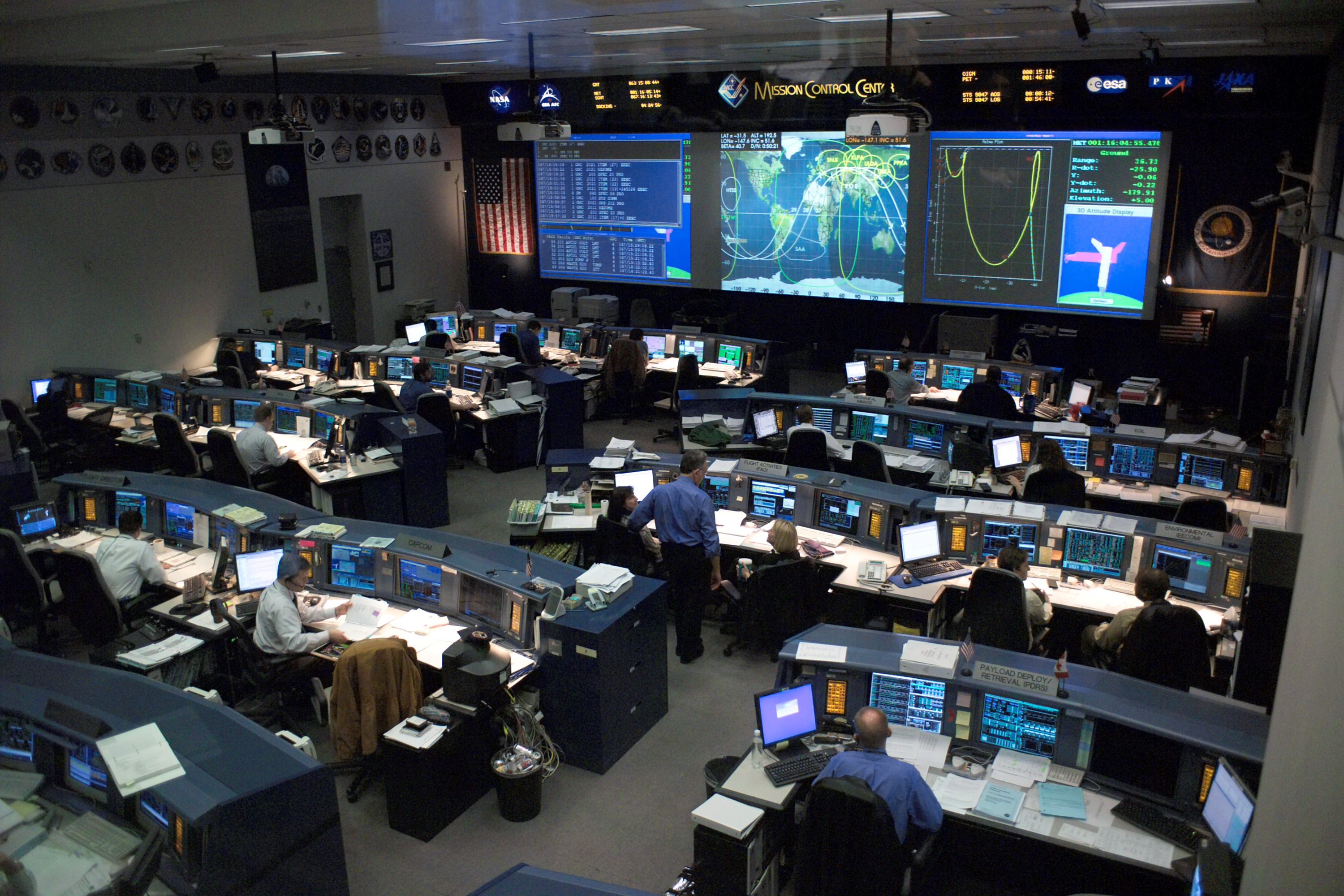
Camera de control al zborului înainte de STS-114 în 2005

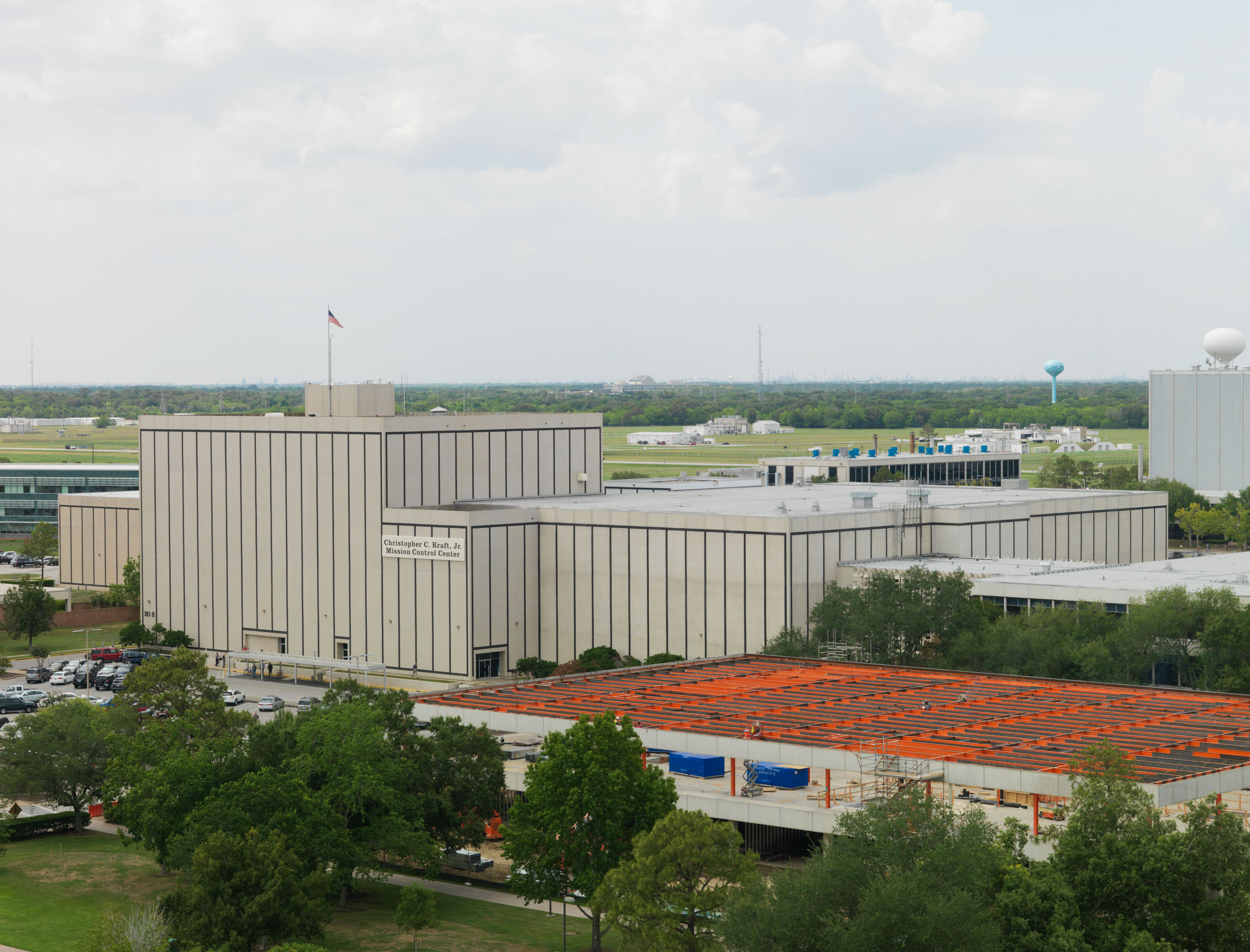
Exteriorul clădirii de control a misiunii

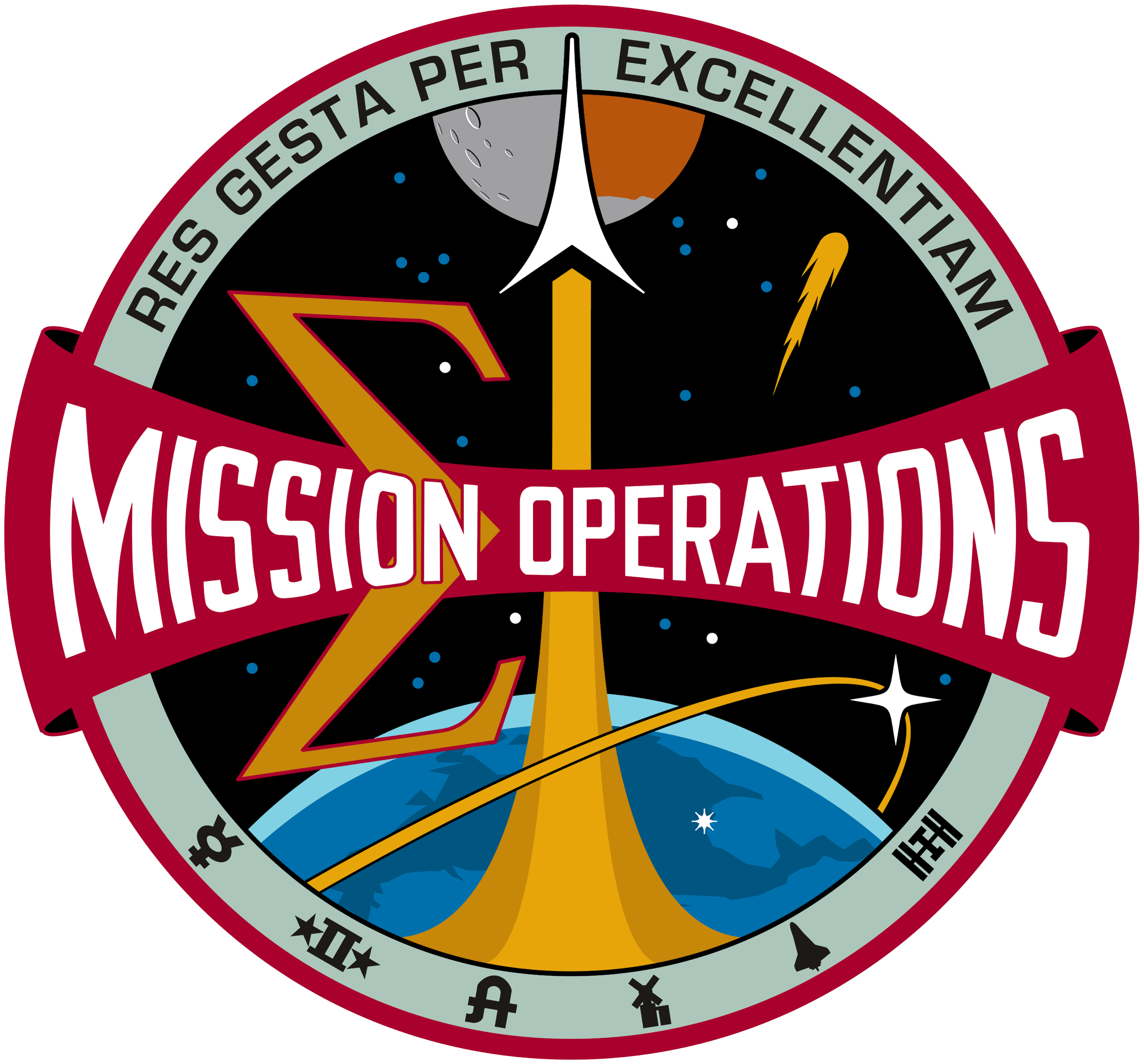
Misiunea Direcției de Operațiuni (MOD)

Astronautul NASA, Christopher C. Kraft Jr. Mission Control Center (MCC-H, denumit inițial Control Center Integrated Mission sau IOMC), de asemenea, cunoscut de indicativul radio, Houston, este angajatul de la Space Center Lyndon B. Johnson din Houston, Texas, care administrează controlul zborului pentru programul american de spațiu uman, implicând în prezent astronauți la bordul Stației Spațiale Internaționale (ISS). Centrul se află în clădirea 30 la Centrul Spațial Johnson, numit după Christopher C. Kraft Jr., inginer și manager NASA în rezervă, care a contribuit la stabilirea operațiunii de control al misiunii agenției și a fost primul Director de Zbor.  Contractor principal pentru integrarea sistemelor in Houston a fost Philco Corp., selectat de NASA în ianuarie 1963. 
MCC găzduiește în prezent o încăpere de control operațională în clădirea 30, din care controlorii de zbor comandă, monitorizează și planifică operațiunile pentru ISS. Această cameră are multe resurse de calcul și de prelucrare a datelor pentru a monitoriza, a comanda și a comunica cu stația. Sala de comandă ISS funcționează în mod continuu. O a doua cameră de control din aceeași clădire, care anterior a găzduit echipa de control al zborului Shuttle, poate fi configurată pentru operațiunile ISS în caz de necesitate (de exemplu, în timpul reparațiilor sau actualizărilor hardware din camera principală) și găzduiește simulări de instruire. 
În cazul în care MCC-H nu este disponibil din cauza unui uragan sau a altui eveniment neprevăzut, NASA are opțiunea de a se muta rapid într-un centru temporar de rezervă (BCC) la un hotel din Round Rock, Texas, aproximativ 4 ore distanță  sau mai robust, dar mai departe la Centrul de asistență pentru operațiuni Huntsville (HOSC)  la Centrul de zbor spațial Marshall pentru operațiunile ISS. (Civili neinrolati ai SUA sateliți sunt controlati de la Goddard Space Flight Center din Maryland, in timp ce in California Jet Propulsion Laboratory gestionează robotizatele sonde spațiale ale SUA.) În 2008, pentru uraganul Ike, NASA a activat ambele centre de backup de control pentru datorii specifice. 

## Cape Canaveral (1960-1965)

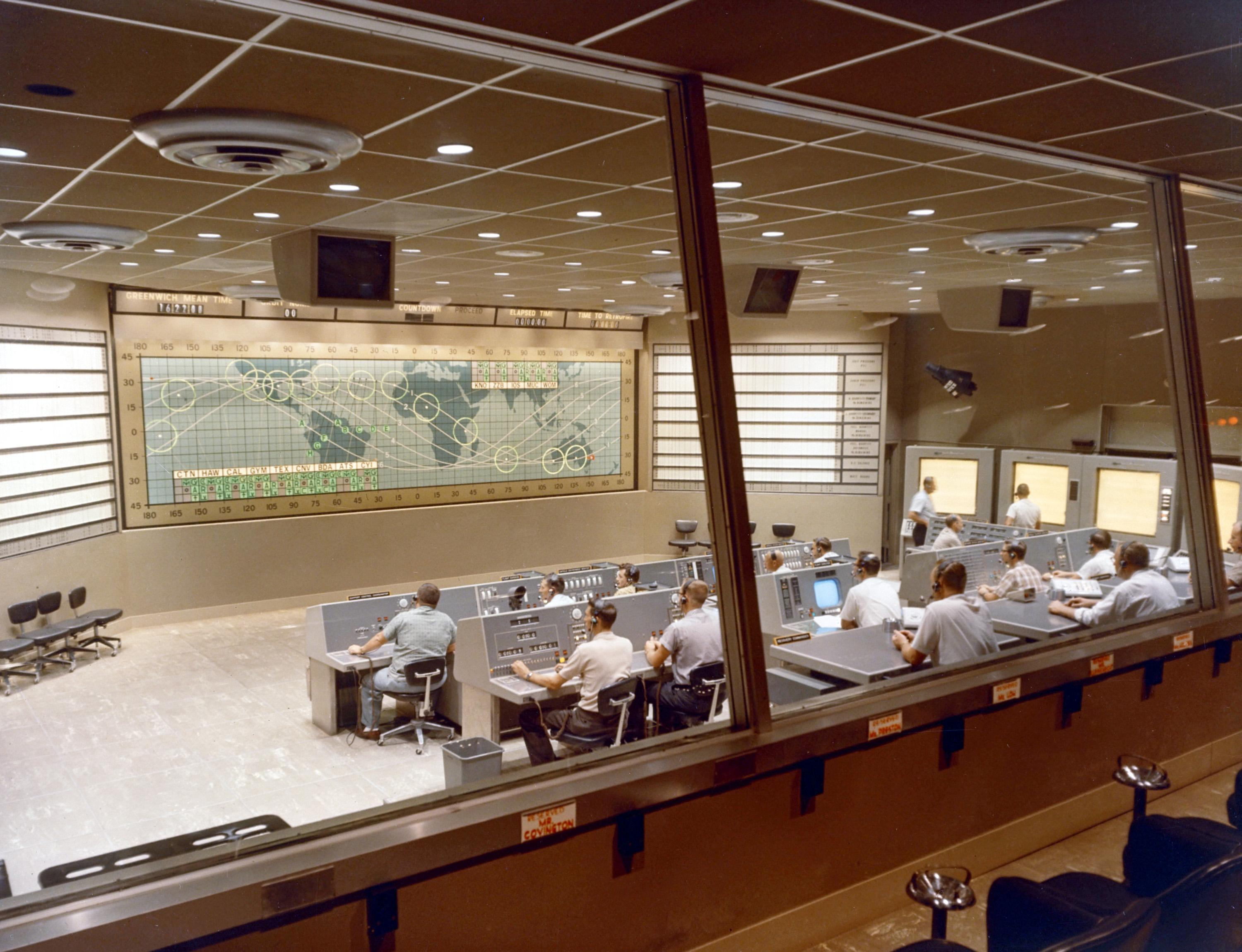
Camera de control a Mercur la Cape Canaveral în timpul unei simulări de Mercur-Atlas 8 în 1962

Toate Mercury-Redstone, Mercury-Atlas, Gemini 1 și Gemini 2, și misiuni Gemini 3 echipate au fost controlate de Centrul de Control al Misiunii (numit Mercury Control Center prin 1963) la Cape Canaveral Missile Test Annex, Florida . Această facilitate se afla în clădirea de sprijin tehnic, la capătul din est al Caii de Control a Misiunii, la aproximativ 0,5 mile (0.8   km) la est de Parcarea Phillips. Mercur și lansări ale Gemeni au fost efectuate din blocuri separate de la Cape. 

Clădirea, care se afla pe Registrul Național al Locurilor Istorice, a fost demolată în mai 2010 din cauza problemelor legate de azbest și a costului estimat de reparații de 5 milioane de dolari după 40 de ani de expunere la aerul sărat. Mai devreme o oprire în turneele Complexului Kennedy pentru Vizitatori din Centrul Spațial Kennedy, la sfârșitul anilor 1990, consolele camerei de comandă au fost îndepărtate, renovate și mutate la o re-creare a camerei din Centrul Debus de la Complexul rezervat Vizitatorilor KSC. 

## Houston (1965-prezent)

### Gemeni și Apollo (1965-1975)
Situat în clădirea 30 de la Centrul Spațial Johnson (cunoscut ca Centrul de nave spațiale Manned până în 1973), MCC Houston a fost folosit pentru prima dată în iunie 1965 pentru Gemini 4 . S-au adăpostit două camere primare cunoscute sub denumirea de Camera de Control a Misiunii (MOCR, pronunțate "moh-ker"). Aceste două camere au controlat toate zborurile Gemini, Apollo, Skylab și Space Shuttle până în 1998. Fiecare a constat dintr-un sala cu patru niveluri, dominata de un ecran mare de harta, care, cu excepția zborurilor lunare Apollo, avea o proiecție Mercator a Pământului, cu locații de stații de urmărire si un traseu " val sinusoidal " pe trei orbite a navei spațiale în zbor. Fiecare nivel MOCR a fost specializat, fiind echipat de diverși controlori responsabili de un anumit sistem de nave spațiale. 

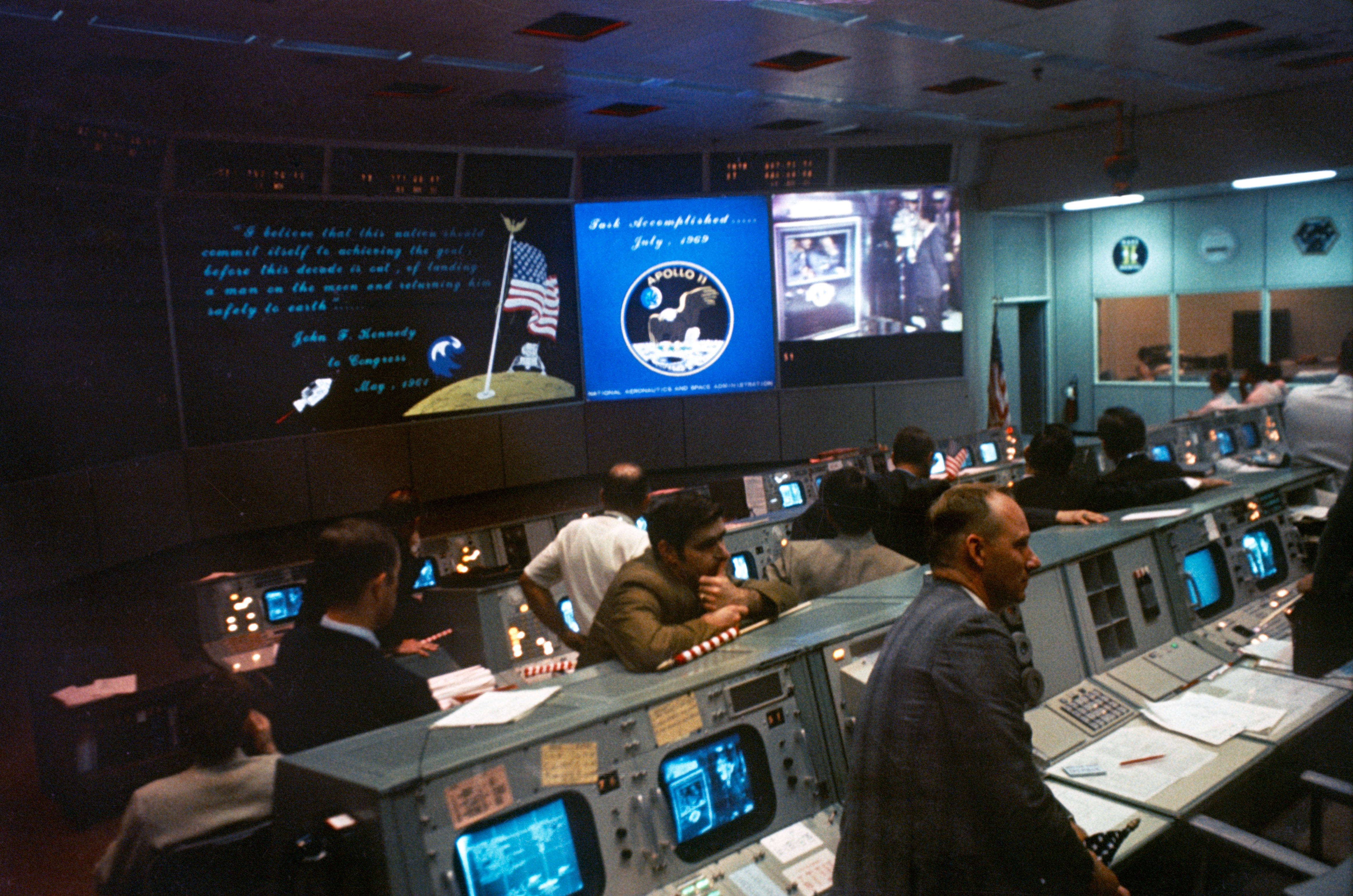
MOCR 2 la încheierea lui Apollo 11 în 1969

MOCR 1, găzduit la etajul 2 al clădirii 30, a fost utilizat pentru misiunile Apollo 5, Apollo 7, Skylab și Proiectul de testare Apollo-Soyuz (Saturn IB). 
MOCR 2 a fost folosit pentru toate celelalte zboruri Gemini și Apollo (Saturn V) (cu excepția Gemini 3) și a fost situat la etajul al treilea. Ca si camera de comandă a zborului pentru Apollo 11, prima echipă de debarcare a Lunii, MOCR 2 a fost desemnată Reper istoric național în 1985. A fost folosit ultima dată în 1992 ca cameră de control al zborului pentru STS-53 și ulterior a fost transformată înapoi aproape în întregime în configurația Apollo -era și păstrată în scopuri istorice. Împreună cu mai multe aripi de sprijin, acesta este acum enumerat în Registrul Național al Locurilor Istorice ca "Centrul de Control al Misiunii Apollo".  În ianuarie 2018, primul set de console din MOCR 2 a fost înlăturat și trimis în Kansas Cosmosfera pentru curățarea, recondiționarea și restaurarea arhivelor în configurația Apollo, pentru a fi afișate ulterior în camera de control.  La 1 iulie 2019, noul sistem de control al misiunilor Apollo a fost redeschis pentru ochii publicului, după un efort de doi ani pentru restaurarea camerei în configurația sa initiala, precum a fost utilizata în timpul debarcărilor lunare Apollo. Au fost achiziționate obiecte corespunzătoare perioadei, de la pachete de țigări și scrumiere până la tapet și mochetă. Camera este accesibilă prin turul tramvaiului din centrul de vizitatori din centrul spațiului Houston din apropiere, dar numai din spatele geamului din sala de vizionare restaurată a Galeria pentru Vizitatori 
În iulie 2010, înregistrările sonore de la sol și înregistrările de film preluate în misiunea de control din timpul coborârii și aterizării cu Apollo 11 au fost resincronizate și lansate pentru prima dată.  Acest sunet a fost folosit pentru a crea o prezentare audio-vizuală pentru actualizarea Controlului misiunii 2019. 

### Space Shuttle (1981-2011)

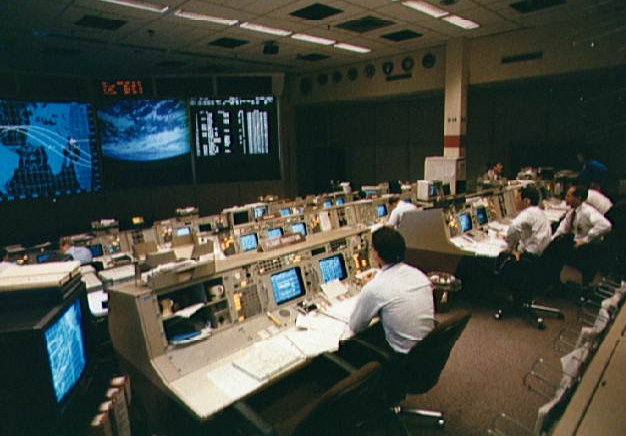
Camera de Control a zborului 1 în timpul STS-30 în 1989

Când a început programul Space Shuttle, MOCR-urile au fost redesemnate săli de control al zborului (FCR, pronunțate "ficker"); și FCR 1 (fostă MOCR 1) a devenit prima sală de control de transfer. FCR 2 a fost utilizat în majoritatea cazurilor pentru zborurile clasificate ale Departamentului de Apărare, apoi a fost remodelat în configurația sa de la Apollo. Din momentul în care o navetă spațială și-a curățat turnul de lansare în Florida până când a aterizat pe Pământ.Când se desfășura o misiune de transfer, camera de control era însoțită de 24 de ore, de obicei în trei schimburi.             
În 1992, SAC a început să construiască o extindere la clădirea 30. Noua secțiune cu cinci etaje (30 de sud) a intrat în funcțiune în 1998 și găzduiește două încăperi de control al zborurilor, denumite White și Blue . White FCR a fost utilizat în acelasi timp cu FCR 2 pentru șapte misiuni de transfer, STS-70 prin STS-76, și a gestionat toate zborurile de transfer până la sfârșitul programului. Atunci când nu este folosit pentru programul de transfer, White FCR a fost reconfigurat ca si o copie de rezervă pentru ISR FCR din când în când, după cum este necesar (cum ar fi în timpul perioadelor de construcție sau actualizări în ISS FCR).   

### Stația Spațială Internațională (1998-prezent)
Secțiunea nouă a clădirii 30 găzduiește, de asemenea, Camera de Control a Zborului din Spațiul Internațional. Prima cameră de comandă ISS, numită inițial Camera de operații pentru vehicule speciale (SVO), apoi Blue FCR, a fost operata în permanență pentru a susține ISS până în toamna lui 2006.             
FCR 1, între timp, a avut consolele originale și terasele subterane scoase după STS-71, și a fost mai întâi convertit la "Centrul de Științe ale Vieții" pentru operațiunile ISS de control al încărcăturii. După o remodelare substanțială, în special cu tehnologii noi care nu erau disponibile în 1998, controlul zborului ISS s-a mutat în versiunea revizuită a FCR 1 din octombrie 2006, datorită creșterii ISS și cooperării internaționale necesare în centrele naționale de control din întreaga lume.            

### Alte facilitati
Alte facilități MCC includ Camera de control a zborului de formare, denumită uneori Red FCR, o zonă de antrenament pentru controlorii de zbor; o cameră de control a științelor vieții, folosită pentru a supraveghea diverse experimente; zona de control a simulării (SCA), utilizată în primul rând în timpul pregătirii astronauților de transfer și controlului zborului; și un centru de operațiuni de planificare a explorării, folosit pentru a testa noile concepte pentru operațiunile dincolo de orbita Pământului. În plus, există camere de suport multi-scop (MPSR) ce sunt echipate cu controale de rezerva pentru zbor, ce analizează date și rulează simulări, precum și oferă informații și sfaturi pentru controlorii de zbor.             
Clădirea 30 a fost numită dupa Kraft în data de 14 aprilie 2011.  
Din 2012 până în 2014, camerele folosite în timpul programului Shuttle au fost supuse unor îmbunătățiri în sensul pregătirii viitoarelor activități de zbor uman. ISS FCR 1, White FCR, Blue FCR, SCA și MPSR-urile au fost eliminate și înlocuite cu hardware modern, în parte pentru a susține noul concept operațional al companiilor comerciale care au o prezență în Controlul Misiunii. Acest proiect este cunoscut sub numele de Centrul de control al misiunii MCC-21.  White FCR a fost finalizată oficial și dezvăluită în aprilie 2014.  White FCR a fost modernizat si este utilizat pentru formarea controlorilor de zbor și, ocazional, pentru operațiunile ISS nominale atunci când FCR 1 este temporar scos din serviciu pentru mentenanta tehnica. 

## Pozițiile consolă

### Centrul de Control al Mercurului (1960-1963)
În primii ani din Cape Canaveral, MCC cea originală a fost compusa doar din trei rânduri, deoarece capsula Mercur a fost simplă în proiectare și in construcție, cu misiuni de o durată de cel mult 35 de ore. 

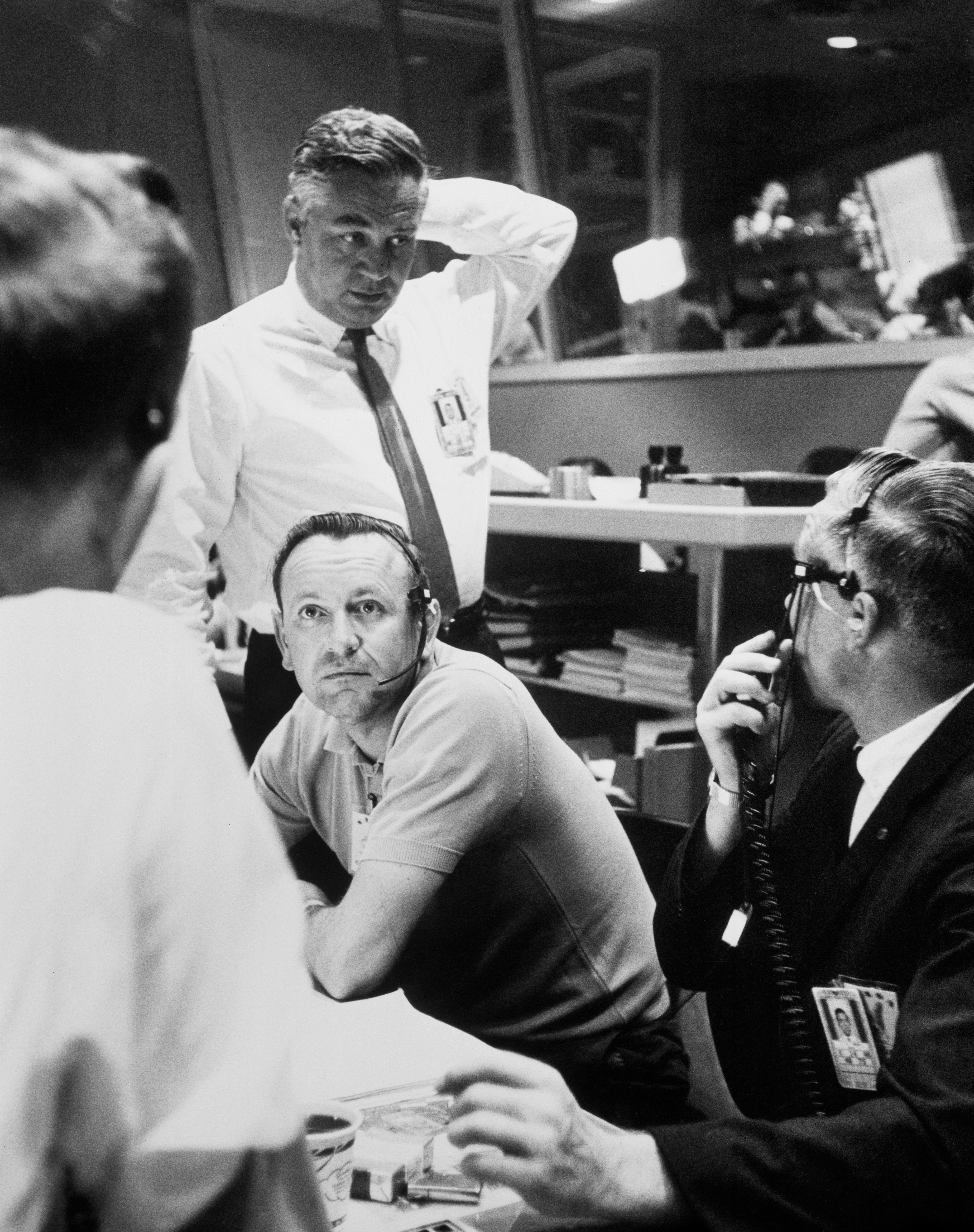
Walt Williams (aflat în picioare) și Chris Kraft în Camera de Control a Mercur în timpul MA-9 în 1963

Primul rând a constat din mai mulți controlori, si anume operatorul de sisteme de urgență (BOOSTER), medicul de zbor (SURGEON), comunicatorul de capsulă (CAPCOM), ofițerul de retrogradație (RETRO), ofițerul dinamicii zborului și ofițerul de îndrumare GUIDO.      
Controlerul  de BOOSTER, în funcție de tipul de rachetă a fost folosit, ori a fost fie un inginer de la Centrul de Flight Space Marshall (pentru zborurile Mercury si Redstone), fie un inginer Air Force (pentru zborurile Mercury-Atlas și ulterior Gemini si Titan) misiune. Activitatea controlorului BOOSTER nu va dura mai mult de șase ore întregi și își va elibera consola după ce racheta a fost eliminată.        
Controlorul SURGEON, compus dintr-un chirurg de zbor sau fie un medic militar sau civil, a monitorizat semnele vitale ale astronauților în timpul zborului și, dacă a apărut o nevoie medicală, ar putea recomanda un tratament. De asemenea, putea vorbi direct cu echipajul astronauților dacă ar fi nevoie de o nevoie medicală pe care astronauții ar trebui să o discute. 
Controlerul CAPCOM, format dintr-un astronaut, a menținut comunicările nominale aer-sol între MCC și navele spațiale orbitale; excepția fiind SURGEON sau Director de zbor, și doar în caz de urgență. 
Controlorii de tip RETRO, FIDO și GUIDO au monitorizat traiectoria navelor spațiale și au efectuat schimbări de curs la acestea. 
Al doilea rând a constat, de asemenea, din mai mulți controlori: MEDIU, PROCEDURI, ZBOR, SISTEME și RETEA. Controlorul de mediu, denumit mai târziu EECOM, a supravegheat consumul de oxigen al navei spațiale și monitorizarea presiunii, în timp ce controlerul de sistem, denumit mai târziu EGIL, monitoriza toate celelalte sisteme ale navelor spațiale, inclusiv consumul de energie electrică. Controlorul de procedura, inițial deținut de Gene Kranz, a gestionat scrierea tuturor reperelor de misiune, deciziile și a sincronizat MCC cu numărătoarea inversă a lansării și intervalul de test oriental . Controlorul de procedura a gestionat, de asemenea, comunicările, prin teletip, între MCC și rețeaua mondială de posturi de urmărire de nave. 
Directorul de zbor, cunoscut sub numele de ZBOR, a fost supraveghetorul suprem al Centrului de Control al Misiunii și a dat intrarea si ieșirea finală din orbita și în situații de urgență, decizii de întrerupere a misiunii. În timpul misiunilor Mercury, această poziție a fost ținută de Christopher Kraft, împreună cu John Hodge, un englez care a venit la NASA după anularea proiectului canadian Avro Arrow, alăturându-se rangurilor directorilor de zbor pentru Mercur 9 pe orbita 22, cerând Kraft să împartă misiunea Controlați în două schimburi. Consola directorului de zbor a fost, de asemenea, singura poziție din Capela MCC de a avea un monitor de televiziune, permițându-i să vadă racheta de pe placă. Controlorul de retea, un ofițer al forțelor aeriene, a servit drept "tabloul de distribuție" între MCC, Centrul de Flight Space Goddard din Greenbelt, Maryland și rețeaua de urmărire la nivel mondial și navă . 
Randul din spate, compus în principal din cei din administrația NASA și Departamentul Apărării (DOD), a fost rezervat directorului de operațiuni (deținut de Walt Williams), ofițer general sau un ofiter de pavilion, care ar putea coordona Departamentul Apărării (DOD) si toate misiunile de căutare și salvare, și PAO ( "Shorty" Powers during Mercury), care au oferit comentarii minuscule despre misiune pentru mass-media și public. 
Pe lângă controlorii din administratia MCC, fiecare dintre stațiile de urmărire a echipajului și navele de urmărire Quebec Rose Victor Knot și Coastal Sentry Quebec aveau trei controlori: un CAPCOM, un SURGEON și un inginer. Spre deosebire de Cape CAPCOM, ce a fost întotdeauna echipat de un astronaut, stația de urmărire/nava de urmărire CAPCOMs a fost fie inginerul NASA, fie un astronaut, acesta din urmă situându-se la stațiile considerate "critice" de directorul de zbor și directorul de operațiuni. 

### MOCR (1965-1998)

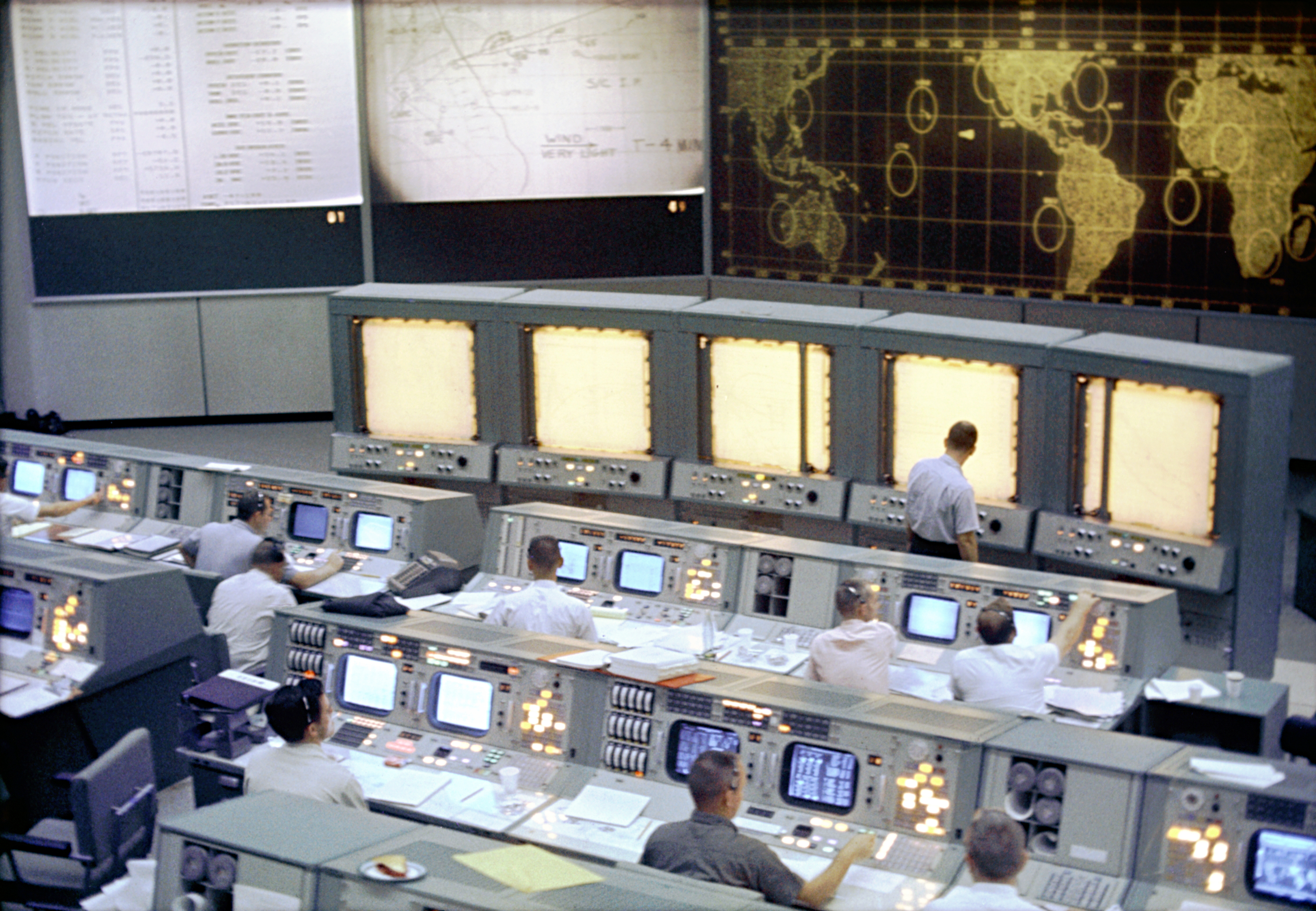
MOCR 2 în timpul Gemeni 5 în 1965

După trecerea de la administratia MCC la Houston MCC în 1965, noile MOCR-uri, care erau mai mari și mai sofisticate decât Capela MCC unică erau formate din patru rânduri, cu primul rând, mai târziu cunoscut sub numele de "Trench" (termen inventat de controlerul RETRO de la Apollo, John Llewellyn, care, în opinia directorului de zbor Eugene Kranz, i-a reamintit gama de foc în timpul anilor ca ofițer USAF). A fost ocupată de controlorii de tip BOOSTER, RETRO, FIDO și GUIDO. În timpul lui Gemini, poziția BOOSTER a fost ocupata atât de un inginer de la Martin Marietta, cât și de un astronaut, în timp ce toate misiunile de la Apollo 7 au folosit inginerii de la Centrul de zbor al spațiului Marshall. Al doilea rând, după proiectul Gemini, a constat din SURGEON, EECOM și CAPCOM. ECOM, care a înlocuit controlerul de mediu și unele dintre funcțiile controlerului de sisteme, a monitorizat sistemele electrice și de mediu ale navei spațiale.  

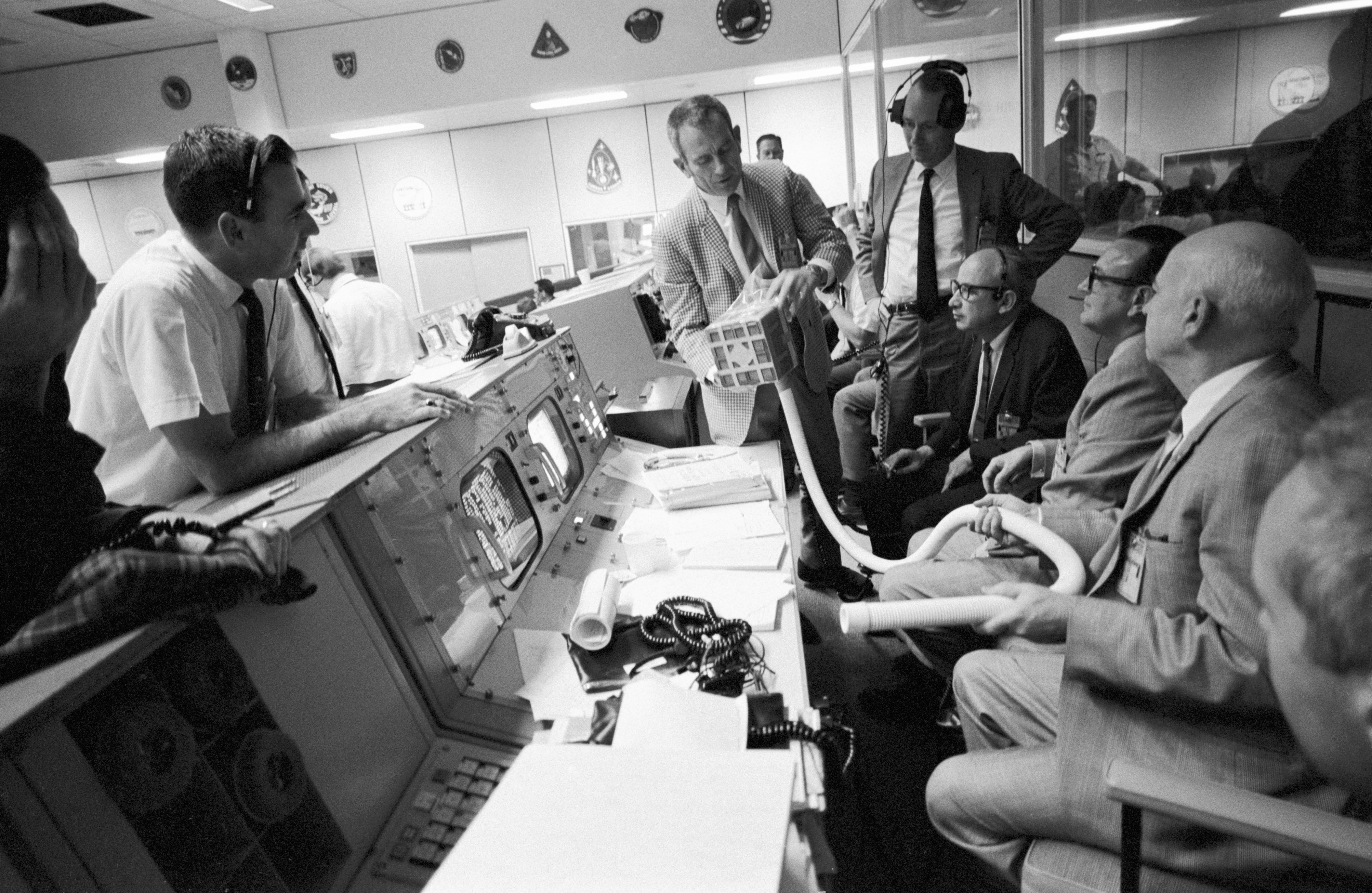
MOCR 2 în timpul crizei Apollo 13

Pe cealaltă parte a culoarului celui de-al doilea rând erau controlorii care monitorizau anumite părți ale misiunilor Gemini, Apollo, Skylab, ASTP și Space Shuttle . În timpul programului Gemini, cei doi controlori Agena au monitorizat scena superioară Agena utilizată ca ținta de andocare de la Gemini 8 la Gemini 12 . Pentru zborurile lunare Apollo, controalele TELMU și CONTROL au monitorizat modulul lunar. În timpul Skylab, EGIL (pronunțat "vultur") a monitorizat panourile solare ale Skylab, în timp ce controlerul de experimente a monitorizat experimentele și telescoapele din Telescopul Mount Apollo . Controlerele PAYLOAD și EXPERIMENTS au monitorizat operațiunile de navetă spațială. Un alt controlor, INCO, a monitorizat comunicațiile și instrumentația navei spațiale. 
Cel de-al treilea rând a fost format din: PAO, PROCEDURES și FAO (ofițer de activități de zbor), care au coordonat programul de zbor. AFD (directorul de zbor asistent) și directorul de zbor au fost de asemenea localizați pe al treilea rând. 
Cel de-al patrulea rând, ca și al treilea rând al vechii Cape MCC, a fost rezervat conducerii NASA, inclusiv directorului Centrului Spațial Johnson, directorului operațiunilor de zbor, directorului operațiunilor echipajului de comandă (astronautul șef) și ofițerului Departamentului Apărării (DOD). 

### Blue FCR (1998-2006)
Blue FCR, folosit în principal pentru operațiunile ISS din 1998 până în 2006, a fost amenajat din cinci rânduri de trei console, plus unul în colțul din dreapta sus. De la stânga la dreapta, după cum se vede din spatele camerei, rândul din față consta în ADCO, THOR și PHALCON . 
Al doilea rând format din: OSO, ECLSS pronunțat "eekliss", și ROBO . 
Al treilea rând format din: ODIN, în funcție de faza de zbor, fie ACO (shuttle docked), fie CIO (Free-Flight Operations) și OpsPlan . 
Cel de-al patrulea rând format din: CATO, FLIGHT - directorul de zbor și CAPCOM . 
Cel de-al cincilea ultim rând compus din: GC, în funcție de faza de zbor; fie RIO, EVA, VVO, sau FDO, și SURGEON . 
În spate, în colțul din dreapta, în spatele chirurgului, PAO (Ofițer de Relații cu Publicul) a fost ocazional utilizat si in prezent. 

### WHite FCR (1998-2011)

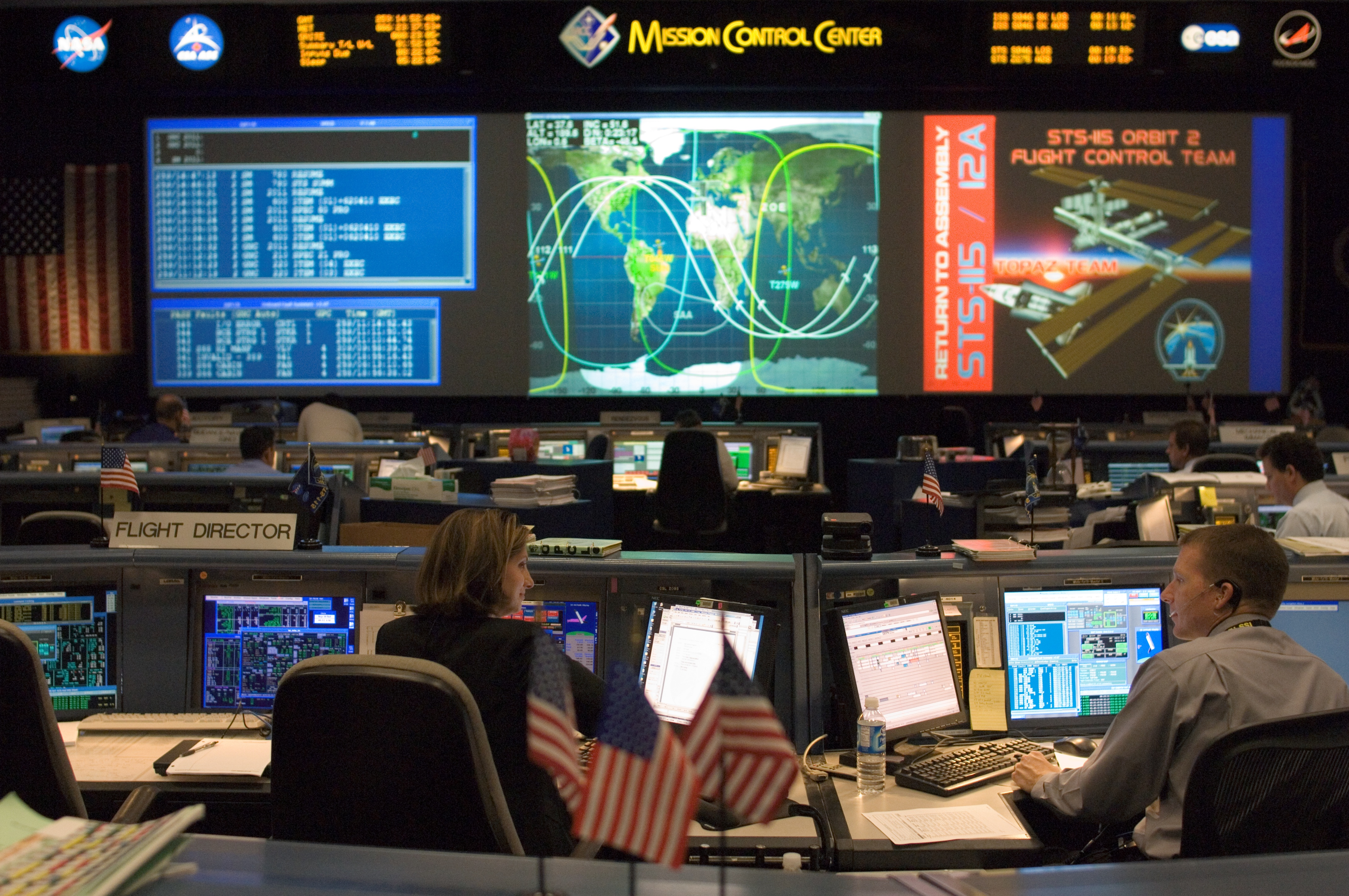
White FCR în timpul STS-115 în 2006

WHite FCR, folosit pentru operațiunile de navetă spațială, a fost aranjat din cinci rânduri (de la stânga la dreapta, privită din spatele camerei): 
Rândul din față ("Trench") a fost compus dintr-un FDO (pronunțat "fido"), responsabil pentru ghidarea orbitală și modificările orbitale, în funcție de faza de zbor; fie îndrumător, fie specialist în procedurile celor două faze de zbor sau de întâlnire cu un ritm rapid de energie, un specialist în proceduri de întâlnire orbitală; și GC, controlorul responsabil pentru calculatoarele și sistemele din MCC. 
Al doilea rând a avut PROP, responsabil pentru sistemul de propulsie; GNC, responsabil pentru sistemele care determină atitudinea navei spațiale și comenzile de eliberare a acesteia pentru controlul acesteia; MMACS (pronunțată "max"), responsabilă de sistemele mecanice de pe ambarcațiunea spațială, cum ar fi ușile din portbagajul încărcăturii și echipamentul de aterizare; și Egil (pronunțat „vultur“), responsabil pentru pilele de combustie, distribuție a energiei electrice și consumabilele de oxigen si hidrogen. 
Al treilea rând a avut DPS, adica un responsabil pentru sistemele informatice; ACO sau ori responsabil pentru sarcinile utile, responsabil pentru toate activitățile legate de încărcătura utilă (în funcție de faptul dacă zborul de transfer a susținut sau nu un zbor de asamblare ISS, FAO, responsabil pentru planurile generale de activități pentru întregul zbor și EECOM responsabil pentru gestionarea sistemelor de mediu. 
Cel de-al patrulea rând a avut INCO, responsabil pentru sistemele de comunicații pentru încărcarea tuturor comenzilor de sistem pe vehicul; FLIGHT - directorul de zbor, persoana responsabilă cu zborul; CAPCOM, un astronaut care este, în mod normal, singurul controlor apt să vorbească cu astronauții aflați la bord; și PDRS, responsabile de operațiile robotului. 
Rândul din spate a detinut un PAO (Ofițer de Afaceri Publice), "vocea" MCC; MOD, reprezentant de conducere, în funcție de faza de zbor; fie RIO pentru zborurile MIR, un vorbitor de limbă rusă care a vorbit cu MCC rus, cunoscut sub numele de Tsup, (Tsup); BOOSTER responsabil pentru SRB și SSME în timpul ascensiunii sau EVA responsabile pentru sistemele de costum spațial și sarcini EVA; și în cele din urmă, SURGEON . 

### FCR 1 (2006-prezent)

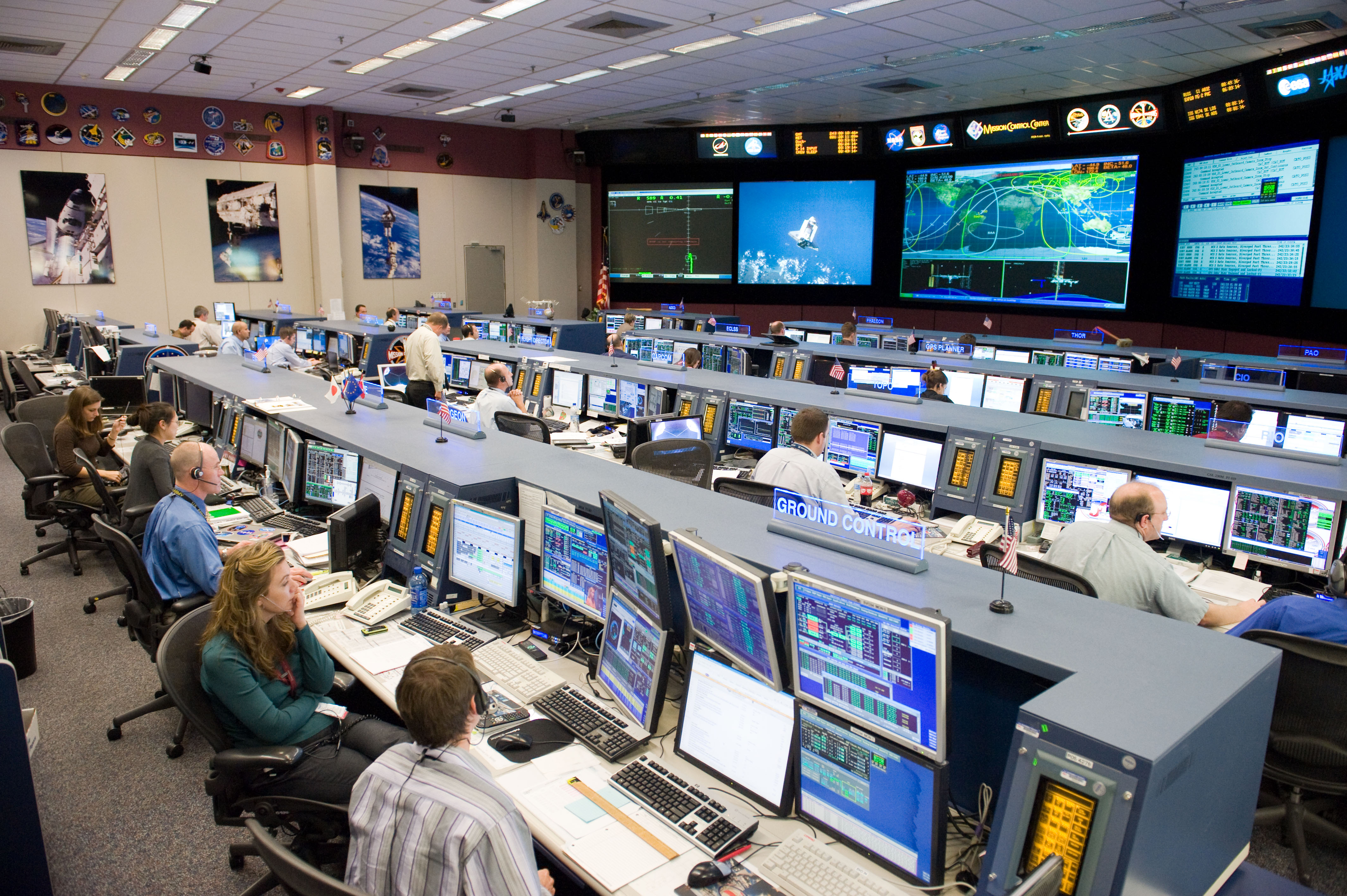
FCR 1 în 2009 în timpul misiunii STS-128.

Toate operațiunile din Spațiul Internațional al Statelor Unite ale Americii (SUA) sunt în prezent controlate de FCR 1, remodelat în 2006. FCR a lasat aspectul tradițional al etajului, cu toate rândurile în schimb la același nivel. Câțiva specialiști în domeniul ingineriei se află în centrul rândului principal, cu comentatorul pentru afaceri publice la capătul din dreapta, în spatele unei partiții mici. Poziția traiectoriei stației spațiale a fost mutată în al treilea rând. 
În timpul operațiunilor timpurii ale Statiei Spatiale Internationale (ISS), a fost utilizată o schemă cunoscută sub numele de Gemini, care a redus personalul pentru asistența ISS în timp real prin consolidarea a șase discipline de sistem în două poziții. Din aceste două "super-console", numite Atlas și Titan, doi oameni pot face munca a până la opt controlere de zbor în timpul perioadelor cu activitate redusă.  O poziție, semnul de apel TITAN, si anume telemetrie, transfer de informații și navigație la nivel de attitudine, a fost responsabil de comunicare și urmărire (CATO), comandă și manipulare a datelor (ODIN) și sisteme de control al mișcării (ADCO). Cealaltă poziție, semn de apel ATLAS (Atmosferă, termică, iluminat și specialist în articulare), a fost responsabil pentru controlul termic (THOR), controlul mediului și asistență pentru viață (ECLSS) și sisteme electrice de putere (PHALCON). ATLAS a fost, de asemenea, responsabil pentru monitorizarea sistemelor de încălzire Robotics (ROBO) și a sistemelor mecanice (OSO), deoarece aceste console nu au fost suportate în majoritatea schimbărilor Gemini.  În timp ce Gemenii reflectau oficial faptul că doi controlori acționează ca "gemeni" în timpul operațiunilor, numele a fost și un omagiu primelor misiuni (Project Gemini) controlate din acea cameră. In plus, Titan a fost tipul de racheta de rapel care a lansat nava spatiala Gemini, iar impulsurile Atlas au lansat vehicule tinta Agena Gemini (si mai multe misiuni in Proiectul Mercur). 
În 2010, după finalizarea asamblării Statiei Spatiale Internationale (ISS), conceptul Gemini a fost eliminat, iar cele șase discipline de bază au fost reduse la patru.Pozițiile de consolă noi sunt ETHOS (sisteme de operare pentru mediu și termice) care constă din sistemul ECLSS, precum și sistemul de control termic intern deținut anterior de THOR; SPARTAN (Stație de alimentare, Articulare, Termică și Analiză) care constă din sistemele de control al energiei electrice și de control termic extern; CRONUS (Comunicare RF Specialist de Utilizare a Rețelelor de la Bord), o combinație a pozițiilor ODIN și CATO anterioare; și ADCO (Motion Control Systems). 

## Vezi si
- Controller de zbor
- Centrul de control al misiunii
- Lansați verificarea statutului
- Launch Control Center din Florida

## Notițe
1. 1 2  NASA - NASA Names Mission Control for Legendary Flight Director Christopher Kraft Arhivat în 13 aprilie 2020, la Wayback Machine.. Nasa.gov (2011-04-14). Retrieved on 2013-09-06.
2. ↑  News Digest. // Aviation Week & Space Technology, February 4, 1963, v. 78, no. 5, p. 37.
3. ↑  Grush, Loren. „How NASA kept the ISS flying while Harvey hit Mission Control”. The Verge. Accesat în 6 iulie 2019.
4. ↑  Marsh, Angela L.; Pirani, Joseph L.; Bornas, Nicholas. „Operating and Managing a Backup Control Center” (PDF). NASA Technical Reports Server. US Govt. Accesat în 6 iulie 2019.
5. ↑  Mercury Control building
6. ↑  „Apollo Mission Control Center- Aviation: From Sand Dunes to Sonic Booms: A National Register of Historic Places Travel Itinerary”. Nps.gov. Arhivat din original la 1 mai 2008. Accesat în 13 noiembrie 2008.
7. ↑  „NASA sends historic Apollo mission control consoles to be restored”. 25 ianuarie 2018. Accesat în 1 februarie 2018.
8. ↑  Hutchinson, Lee. „NASA's restored Apollo Mission Control is a slice of '60s life, frozen in amber”. Ars Technica. Accesat în 5 iulie 2019.
9. ↑  Riley, Christopher (20 iulie 2010). „Sound restored to mission control film shot during Apollo 11 moon landing”. The Guardian. London.
10. ↑  „Mission Control looks to update floor plan in post-Shuttle era”. nasaspaceflight.com. Accesat în 23 ianuarie 2013.
11. ↑  „NASA gives ABC-13 tour of new mission control”. ABC News. Arhivat din original la 19 aprilie 2014. Accesat în 19 aprilie 2014.
12. ↑  Oberg, James "NASA’s Newest Flight Control Room" (October 22, 2006) spaceflight.com

## Legaturi externe
- Pagina MCC a NASA Arhivat în 7 iunie 2008, la Wayback Machine.
- Istoricul MCC Arhivat în 23 ianuarie 2021, la Wayback Machine.
- Pagina de control a misiunii Serviciului Parcului Național
- Detaliat turneul din spatele scenei de la MOCR 2, de Sy Liebergot.
- Misiunea Centrului de Control al Misiunii